# 名古屋市立児玉小学校
名古屋市立児玉小学校（なごやしりつ こだましょうがっこう）は、名古屋市西区児玉二丁目の公立小学校。

## 沿革
- 1940年（昭和15年）7月4日 - 名古屋市児玉尋常小学校として設立[1]。
- 1941年（昭和16年）4月 - 名古屋市児玉国民学校と改称[1]。
- 1947年（昭和22年）4月1日 - 名古屋市立児玉小学校と改称[1]。

## 通学区域
- すべて名古屋市西区内
  - 康生通[2]
  - 児玉一丁目[2]
  - 児玉二丁目[2]
  - 児玉三丁目[2]
  - 浄心一丁目（一部）[2]
  - 浄心二丁目[2]
  - 天神山町（一部）[2]
  - 花の木三丁目（一部）[2]
  - 万代町1丁目[2]
  - 万代町2丁目（一部）[2]
  - 名西二丁目（一部）[2]

## 進学先中学校
- 名古屋市立浄心中学校[3]